# Jessica Glause
Jessica Glause (* 1980 in Niedersachsen) ist eine deutsche Theater- und Opernregisseurin.

## Leben
Jessica Glause absolvierte ein Studium der Kulturwissenschaft und Ästhetischen Praxis in Hildesheim. Seit 2010 arbeitet sie als freie Regisseurin an Theatern im deutschsprachigen Raum. Ihr Schwerpunkt liegt auf dokumentarischem Theater und auf zeitgenössischen Texten. Ästhetisch bewegt sie sich zwischen Pop-Konzert, Performance und Schauspiel. Sie hat bisher u. a. am Münchner Volkstheater, DT Berlin, Volkstheater Wien,  Schauspiel Frankfurt, Staatstheater Stuttgart, an den Münchner Kammerspielen und der Bayerischen Staatsoper gearbeitet. In den Münchner Kammerspielen übernahm sie Stückentwicklungen, die sich mit der historischen Frauenbewegung in München und deren politischer Ausstrahlung befassen. So inszenierte sie 2021 das Stück Bayerische Suffragetten und 2023 das Stück Anti War Woman, das den Internationalen Frauenfriedenskongress 1915 in den Haag zum Thema hat.

## Preise und Festivaleinladungen
- 2014 Einladung zum Festival Radikal jung mit Dear Moldova, can we kiss just a little bit? von Nicoleta Esinencu[4]
- 2014 Einladung zum Festival Politik im Freien Theater mit Dear Moldova, can we kiss just a little bit? von Nicoleta Esinencu
- 2014 Publikumspreis beim 1. Bürgerbühnenfestival mit Dear Moldova, can we kiss just a little bit? von Nicoleta Esinencu
- 2015 Publikumspreis beim Festival Radikal jung mit Und jetzt: Die Welt! von Sibylle Berg[5]
- 2018 Förderpreis Theater der Landeshauptstadt München
- 2018 Einladung zu den Bayerischen Theatertagen mit Moses, Bayerische Staatsoper
- 2018 Einladung zu den Bayerischen Theatertagen mit Miunikh-Damaskus, Open Border Ensemble, Münchner Kammerspiele
- 2019 Einladung zum International Theatre Festival in Tel Aviv-Jaffa mit Eine Frau flieht vor einer Nachricht von David Grossman

## Arbeiten (Auswahl)
- 2011 Und sonst alles ist drinnen von Anne Lepper an den Münchner Kammerspielen (UA)[6]
- 2014 Dear Moldova, can we kiss just a little bit? von Nicoleta Esinencu, Teatru Spălătorie, Chișinău, Moldawien
- 2015 Und jetzt die Welt! von Sibylle Berg am Volkstheater München
- 2016 Noah von Jessica Glause und Ensemble an der Bayerischen Staatsoper[7]
- 2016 Die Schutzbefohlenen von Elfriede Jelinek an den Vereinigten Bühnen Bozen
- 2017 Katzelmacher von Rainer Werner Fassbinder am Deutschen Theater Berlin[8]
- 2017 Moses von Jessica Glause und Ensemble an der Bayerischen Staatsoper[9]
- 2017 Paradies Fluten von Thomas Köck am Volkstheater München
- 2018 Der thermale Widerstand von Ferdinand Schmalz, Vereinigte Bühnen Bozen
- 2018 Miunikh-Damaskus / Open Border Ensemble an den Münchner Kammerspielen[10]
- 2018 Werte Familie von Jessica Glause und Ensemble am Volkstheater Wien[11]
- 2019 Eine Frau flieht vor einer Nachricht von David Grossman am Schauspiel Frankfurt (DSE)[12]
- 2019 Eva und Adam von Jessica Glause und Ensemble an der Bayerischen Staatsoper
- 2020 All our futures von Tina Müller, Schauspiel Frankfurt[13]
- 2021 Eine posthumane Geschichte von Pat To Yan am Schauspiel Frankfurt[14]
- 2021 Bayerische Suffragetten von Jessica Glause und Ensemble mit Musik von Eva Jantschitsch an den Münchner Kammerspielen (UA)[15]
- 2021 Unser Fleisch, unser Blut von Jessica Glause und Ensemble, Münchner Volkstheater (UA)[16]
- 2022 Cheese War von Lubna Abou Kheir, Theater Neumarkt Zürich (UA)[17]
- 2022 Identitti von Mithu Sanyal, Theaterfassung Jessica Glause und Anna Gojer, Theater Freiburg und Bühnen Bern (SE)[18]
- 2023 Life can be so nice von Anne Lepper am Staatstheater Stuttgart (UA)[19]
- 2023 Anti War Women. Wie Frauen den Krieg bedrohen von Jessica Glause und Ensemble mit Musik von Eva Jantschitsch, (UA) , Münchner Kammerspiele[20]
- 2023 Der junge Mann / Das Ereignis von Annie Ernaux, Theaterfassung Jessica Glause und Anna Gojer, Theater Freiburg[18]
- 2024 Café Schindler. Nach einer biografischen Erzählung von Meriel Schindler. Tiroler Landestheater Innsbruck
- 2025 Im Ferienlager von Olga Bach, Staatstheater Stuttgart (UA)
- 2025 Möchte die Witwe angesprochen werden, stellt sie die Giesskanne auf dem Grab mit dem Ausguss nach vorne von Saša Stanišić. Theaterfassung Jessica Glause und Anna Gojer. Theater Freiburg (UA)